# Oued Sly
Oued Sly är en ort i Algeriet.   Den ligger i provinsen Chlef, i den norra delen av landet, 180 km väster om huvudstaden Alger. Oued Sly ligger 90 meter över havet och antalet invånare är 30 504.
Terrängen runt Oued Sly är platt åt nordväst, men åt sydost är den kuperad.Runt Oued Sly är det ganska tätbefolkat, med 207 invånare per kvadratkilometer. Närmaste större samhälle är Ech Chettia, 11,6 km norr om Oued Sly. Trakten runt Oued Sly består till största delen av jordbruksmark.